# Abc of Hand Tools
ABC of Hand Tools és un curtmetratge d'animació estatunidenc produït per Walt Disney Pictures, estrenada el 1946.
És un curtmetratge de caràcter educatiu, realitzat per a l'empresa General Motors.

## Argument
La pel·lícula explica la bona utilització i les precaucions dels usos de les eines, la utilització i l'acció de cadascuna d'elles.